# Horánszky Pál
Hórai és tótfalusi Horánszky Pál Elemér Farkas (Nyitra-Alsóváros, 1886. június 27. – Budapest, 1949. április 25.) banktisztviselő, genealógus, tartalékos honvédszázados.

## Élete
Szülei Horánszky Adolf királyi itélőtáblai bíró és széplaki és endrődi Endrődy Helén voltak. 1896-1900 között a kassai premontrei főgimnázium diákja, majd 1901-1903 között a kassai Állami Felső Kereskedelmi Iskolában végezte tanulmányait.
1910-től tartalékos hadapród, 1912-ben tartalékos zászlóssá nevezték ki. Az első világháborúban az 1915-ös gorlicei áttörés során bevetették a 11-esek tartalékait is. A május 2-i harcokban tartalékos hadnagyként bátor helytállásával kitüntette magát.
Az Első Magyar Általános Biztositó Társaság igazgatója volt. 
1937-től Nyíregyházán a volt munkácsi magyar királyi 11. honvéd és népfelkelő gyalogezred ezredtalálkozóját szervezte, mint az állandó bizottság titkára, valamint az ezred történetének megírását is tervbe vették. Az Országos Közművelődési Szövetség tagja volt.
Elsősorban a Liptó vármegyei nemesség történetével foglalkozott, többek között a Luby család genealógiájával.
Levelezést folytatott többek között Ethey Gyula (1878-1957) helytörténésszel, Luby Géza (1884-1944) földbirtokossal. A néveri Endrődy család adatait Kempelen Béla művéhez ő szolgáltatta. A Liptó vármegyei nemességre vonatkozó adatait Szluha Márton is felhasználta.
Feleségét Fenyvessy Juliánnát 1917. november 4-én Jászberényben vette feleségül. Testvérei Adél (Adolfin; Ságody Otmárné), Johanna (Szmetana Károlyné), Tibor, Zoltán Kálmán Oszkár (1891), László és Vilmos Artúr Adolf (1893-1915; hősi halott főhadnagy) voltak. A Farkasréti temetőben helyezték örök nyugalomra.

## Művei
- 1934 A Benedekfalvi Detrich-család leszármazása 1230-tól. Budapest.[20]
- 1936 A benedekfalvi Luby család leszármazása 1230-tól. Budapest.[21]
- 1937 Ahmed az utolsó budai pasa magyar levele. Magyar Családtörténeti Szemle 3, 191.
- 1937 Brogyáni család. Magyar Családtörténeti Szemle 3/11
- 1940 Liptó vármegye által az 1790-1843. évek között kiadott nemességigazoló és egyéb bizonyitványok jegyzéke. Budapest.
- 1940 A liptószentiváni Szent Ivány család leszármazása. Budapest.
- 1941 Adatok liptóvármegyei családok történetéhez. Budapest.
- 1942 Liptóvármegye 1837. évi tisztújító közgyűlésének jegyzőkönyve. Magyar Családtörténeti Szemle VIII.
- 1944 A liptószentandrási Andreánszky család leszármazása 1230-tól. Budapest.
- 1944 Liptóvármegye nemes családai A-H.